# Ostorhinchus aterrimus
Ostorhinchus aterrimus es una especie de pez con aleta radiada del género Ostorhinchus, de la familia Apogonidae, orden Kurtiformes. Fue descrita por Günther en 1867.

## Distribución
Se distribuye por el Pacífico central occidental: Queensland, Australia.